# Chef d'état-major des armées (Japon)
Le chef d'État-Major des armées (統合幕僚長, Tōgō Bakuryō-chō (Nom officiel Chefs d'État-Major Interarmées des Forces japonaises d'autodéfense)) est l'officier militaire de rang le plus élevé des Forces d'autodéfense japonaises (FAJ).
Ce poste remplace en 2006 celui de Président du conseil interarmées établi en 1954 lors de la création des FAJ.
Il est le principal conseiller militaire du ministre de la Défense. Il est élu parmi le chef d'état-major de la force terrestre d'autodéfense, le chef d'état-major de la force maritime d'autodéfense ou le chef d'état-major de la force aérienne d'autodéfense. 
Le grade est soit général de division, vice-amiral ou général de division aérienne, et est traité comme un grade quatre étoiles pendant son mandat.  
Depuis mars 2023, le chef d'État-Major des armées est le général Yoshihide Yoshida.

## Responsabilités et autorités
Le chef d'État-Major des armées est sous la responsabilité du ministre de la Défense, qui tient ses ordres du Premier ministre. Il est le conseiller militaire du ministre de la Défense et assure le commandement des Forces japonaises d'autodéfense en temps de guerre.
Selon l'article 22 de la loi sur l'établissement du Ministère de la Défense de 1954, le chef d’État-Major des armées est responsable, sous l'autorité du ministre de la Défense:
- Des questions liées à la planification de la défense et de la sécurité dans une perspective de bonne exécution des missions par le biais d'opérations conjointes.

- Des questions liées à l'élaboration des plans d'action.

- Des questions relatives à l'éducation et à la formation, à l'organisation, à l'équipement, au placement, à la comptabilité, à l'approvisionnement, à l'approvisionnement et à l'hygiène nécessaires au plan d'action ainsi qu'aux affaires du personnel et aux plans de recrutement du personnel.

- Des questions liées à la planification de la formation dans l'optique d'assurer la bonne exécution des missions par le biais d'opérations conjointes.

- Des enquêtes et recherches sur la gestion efficace des services militaires nécessaires aux affaires énumérées aux points précédents.

- Des questions liées à la gestion et à la coordination opérationnelle des unités nécessaires à l'exécution des tâches relevant de la juridiction.

- Des questions liées à l'exécution des politiques ou des plans établis par le ministre de la Défense concernant les affaires relevant de sa juridiction.

- Des questions liées à la communication et à la coordination nécessaires à l'exécution des tâches relevant de sa juridiction.

- Des affaires liées à d'autres affaires ordonnées par le ministre de la Défense.

## Titulaires
| Portrait | Nom               | Force armée                             | Début           | Fin             | Ministre de la Défense | Premier ministre |
| --- | ----------------- | --------------------------------------- | --------------- | --------------- | ---------------------- | ---------------- |
| | Hajime Massaki    | Force terrestre d'autodéfense japonaise | 27 mars 2006    | 3 août 2006     |                        |                  |
| L'amiral Takashi Saito vu de face, en uniforme de parade, il arbore des décorations militaires sur la gauche.                                             | Takashi Saitō     | Force maritime d'autodéfense japonaise  | 4 août 2006     | 24 mars 2009    |                        |                  |
| Le général Ryoichi vu de face faisant un salut militaire. Il porte un uniforme et une casquette de parade. Il arbore des décorations militaires à gauche. | Ryōichi Oriki     | Force terrestre d'autodéfense japonaise | 24 mars 2009    | 31 janvier 2012 |                        |                  |
| Le général Shigeru Iwasaki en uniforme bleu marine. Il arbore des décorations militaires sur la gauche.                                                   | Shigeru Iwasaki   | Force aérienne d'autodéfense japonaise  | 31 janvier 2012 | 13 octobre 2014 |                        |                  |
| L'amiral Katsutoshi vu de face. Il porte un uniforme de parade.                                                                                           | Katsutoshi Kawano | Force maritime d'autodéfense japonaise  | 14 octobre 2014 | 31 mars 2019    |                        |                  |
| Le général Kōji Yamazaki vu de face. Il porte un uniforme de parade.                                                                                      | Kōji Yamazaki     | Force terrestre d'autodéfense japonaise | 1er avril 2019  | 29 mars 2023    |                        |                  |
| | Yoshihide Yoshida | Force terrestre d'autodéfense japonaise | 30 mars 2023    | En cours        |                        |                  |